# تاغاسر
تاغاسر (به ارمنی: Թաղասեռ) یک منطقهٔ مسکونی در جمهوری آرتساخ است که در استان هادروت واقع شده‌است.